# Louisa Twining
Louisa Twining, född 16 november 1820, död 25 september 1912, var en brittisk feminist.
Hon var en pionjär inom den brittiska kvinnorörelsen och verkade för kvinnors engagemang i lokalpolitiken och den sociala politiken. 